# Cantó de Marchiennes

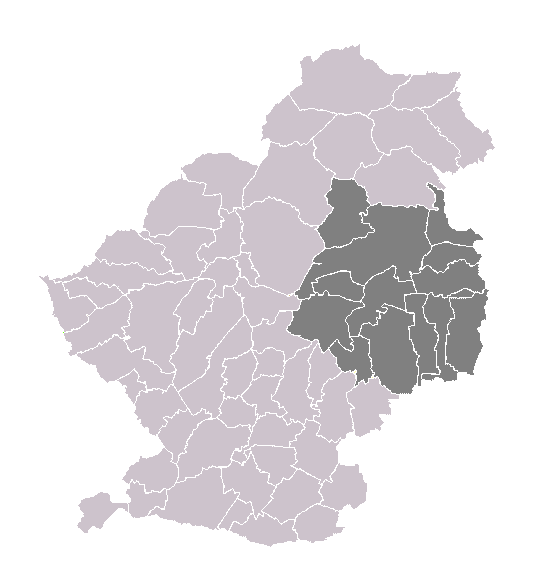
Cantó de Marchiennes al districte

El cantó de Marchiennes és una divisió administrativa francesa, situada al departament del Nord i la regió dels Alts de França.

## Composició
El cantó de Marchiennes aplega les comunes següents :
- Bouvignies
- Bruille-lez-Marchiennes
- Erre
- Fenain
- Hornaing
- Marchiennes
- Pecquencourt
- Rieulay
- Somain
- Tilloy-lez-Marchiennes
- Vred
- Wandignies-Hamage
- Warlaing

## Història
| Date d'elecció                        | Identitat              | Partit |
| ------------------------------------- | ---------------------- | ------ |
| 1985 - 2008                           | Jean-Jacques Candelier | PCF    |
| 2008-                                 | Jean-Claude Quenesson  | PCF    |
| Les dades anteriors no són conegudes. |                        |        |
|                                       |                        |        |

## Demografia
| 1962 | 1968  | 1975  | 1982  | 1990  | 1999  | 2006  | 2007  | 2008  | 2009  | 2010  | 2011  | 2012  | 2013  | 2014  | 2015  |
| ---- | ----- | ----- | ----- | ----- | ----- | ----- | ----- | ----- | ----- | ----- | ----- | ----- | ----- | ----- | ----- |
| -    | 3.375 | 3.267 | 3.564 | 4.164 | 4.641 | 4.744 | 4.768 | 4.792 | 4.813 | 4.742 | 4.798 | 4.773 | 4.736 | 4.701 | 4.621 |